# Флеш, Зигфрид
Зигфрид Флеш (нем. Siegfried Flesch; 11 марта 1872 — 11 августа 1939) — австрийский фехтовальщик, бронзовый призёр летних Олимпийских игр 1900.
На Играх 1900 в Париже Флеш соревновался только в состязании на сабле. Он прошёл первый раунд и полуфинал, и по результатам заключительных встреч занял третье место, став бронзовым призёром Игр.
Также, Флеш участвовал в летних Олимпийских играх 1908 в Лондоне и снова в индивидуальных сабельных соревнованиях. Он дошёл только до четвертьфинала и занял в итоге 24-е место.